# سکیوریتی بنک
سکیوریتی بنک (انگلیسی: Security Bank) شرکت خدمات مالی و بانکداری فیلیپینی است، که در سال ۱۹۵۱ تأسیس شد.